# Campeonato de Wimbledon 1894
La edición 18.º del Campeonato de Wimbledon se celebró entre el 9 de julio y el 18 de julio de 1894 en las pistas del All England Lawn Tennis and Croquet Club de Wimbledon, Londres, Inglaterra.
El cuadro individual masculino lo iniciaron 39 jugadores mientras que el femenino lo iniciaron 11 tenistas.

## Hechos destacados
En la competición individual masculina se impuso el británico Joshua Pim logrando el segundo título que obtendría en el torneo al imponerse en la final al británico Wilfred Baddeley.
En la competición individual femenina la victoria fue para la británica Blanche Bingley logrando el tercer título que obtendría en Wimbledon al imponerse a la británica Edith Austin.

## Palmarés
| Seniors              | Vencedor                          | Resultado               | Finalista                    | Finalista |
| -------------------- | --------------------------------- | ----------------------- | ---------------------------- | --------- |
| Individual masculino | Joshua Pim                        | 10–8, 6–2, 8–6          | Wilfred Baddeley             |           |
| Individual femenino  | Blanche Bingley                   | 6–1, 6–1                | Edith Austin                 |           |
| Dobles masculino     | Wilfred Baddeley Herbert Baddeley | 5–7, 7–5, 4–6, 6–3, 8–6 | Harold Barlow Charles Martin |           |

## Cuadros Finales

### Torneo individual  femenino
| Predecesor: 1893                                       | Campeonato de Wimbledon 1894 | Sucesor: 1895                                       |
| Predecesor: Campeonato nacional de Estados Unidos 1893 | Grand Slam 1894              | Sucesor: Campeonato nacional de Estados Unidos 1894 |

- Datos: Q978149